# Papieże
Papieże is een dorp in de Poolse woiwodschap Łódź. De plaats maakt deel uit van de gemeente Grabica.